# گرسنگی شدید

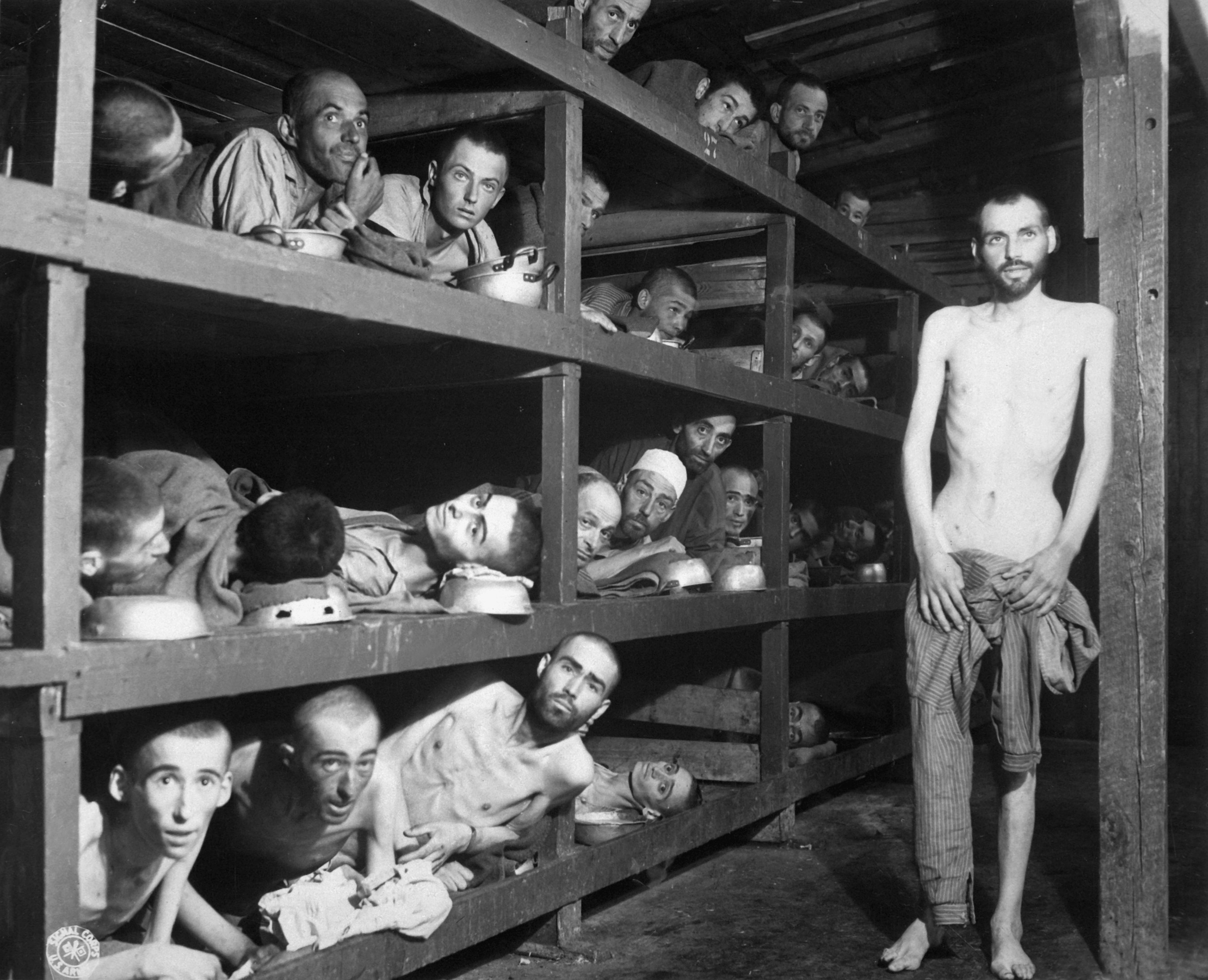
آلمان نازی با به اجرا گذاشتن سیاست کار شدید تحت گرسنگی مُهلک، به هدف پاکسازی از راه کار اجباری اقدام می‌کرد. در تصویر، اُسرای اردوگاه مرگ بوخن‌والد.

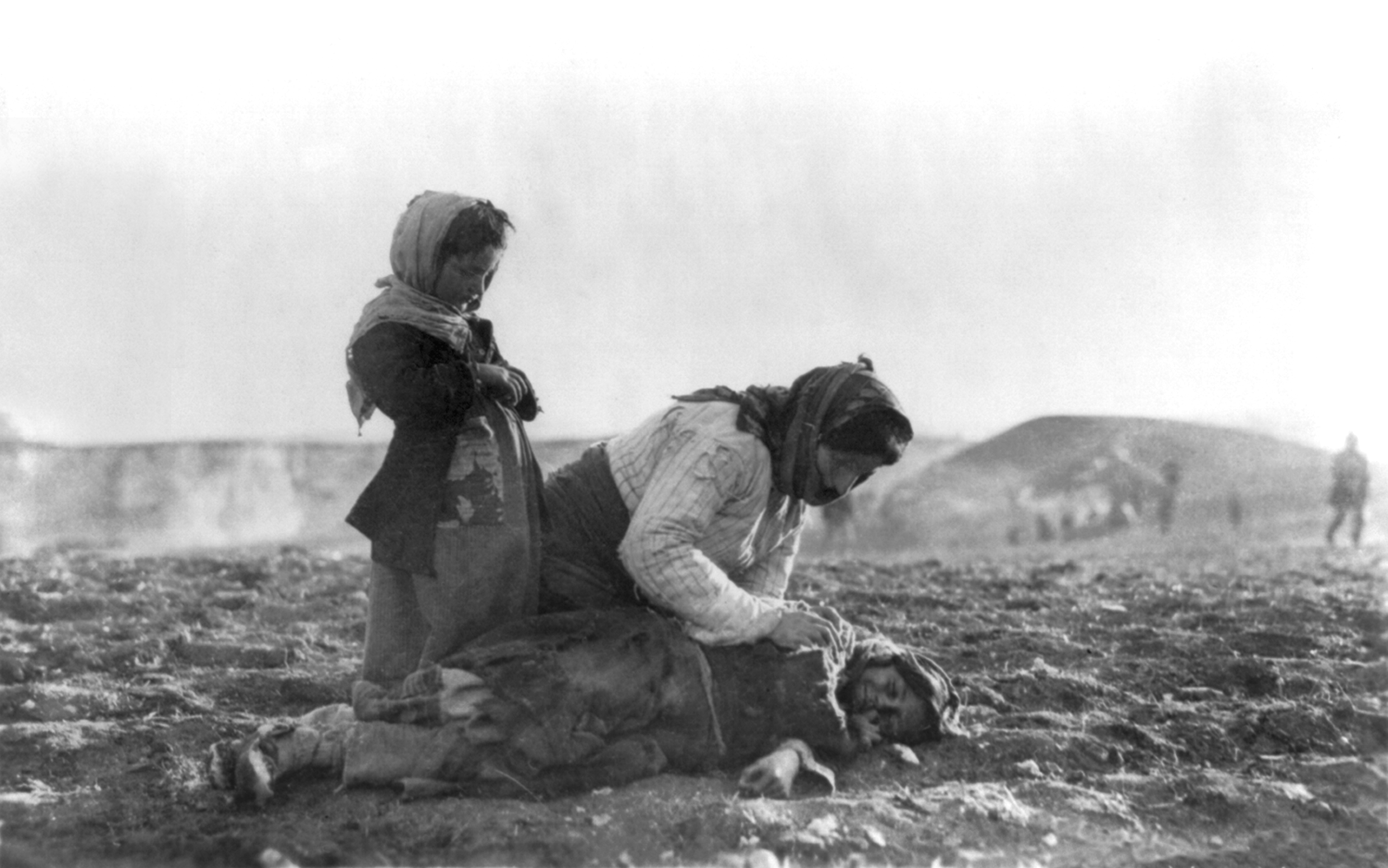
نگاره‌ای تاریخی از رویدادی که از آن با عنوان نسل‌کشی ارمنی‌ها یاد می‌شود. زنی ارمنی در حلب در کنار جسد کودکش زانو زده‌است.حکومت عثمانی متهم است که در جریان جنگ جهانی اول اقلیت ارمنی را به زور کوچ داد و در جریان این جابه‌جایی حدود یک میلیون ارمنی به دست سربازان عثمانی بر اثر گرسنگی شدید و بیماری جان باختند.

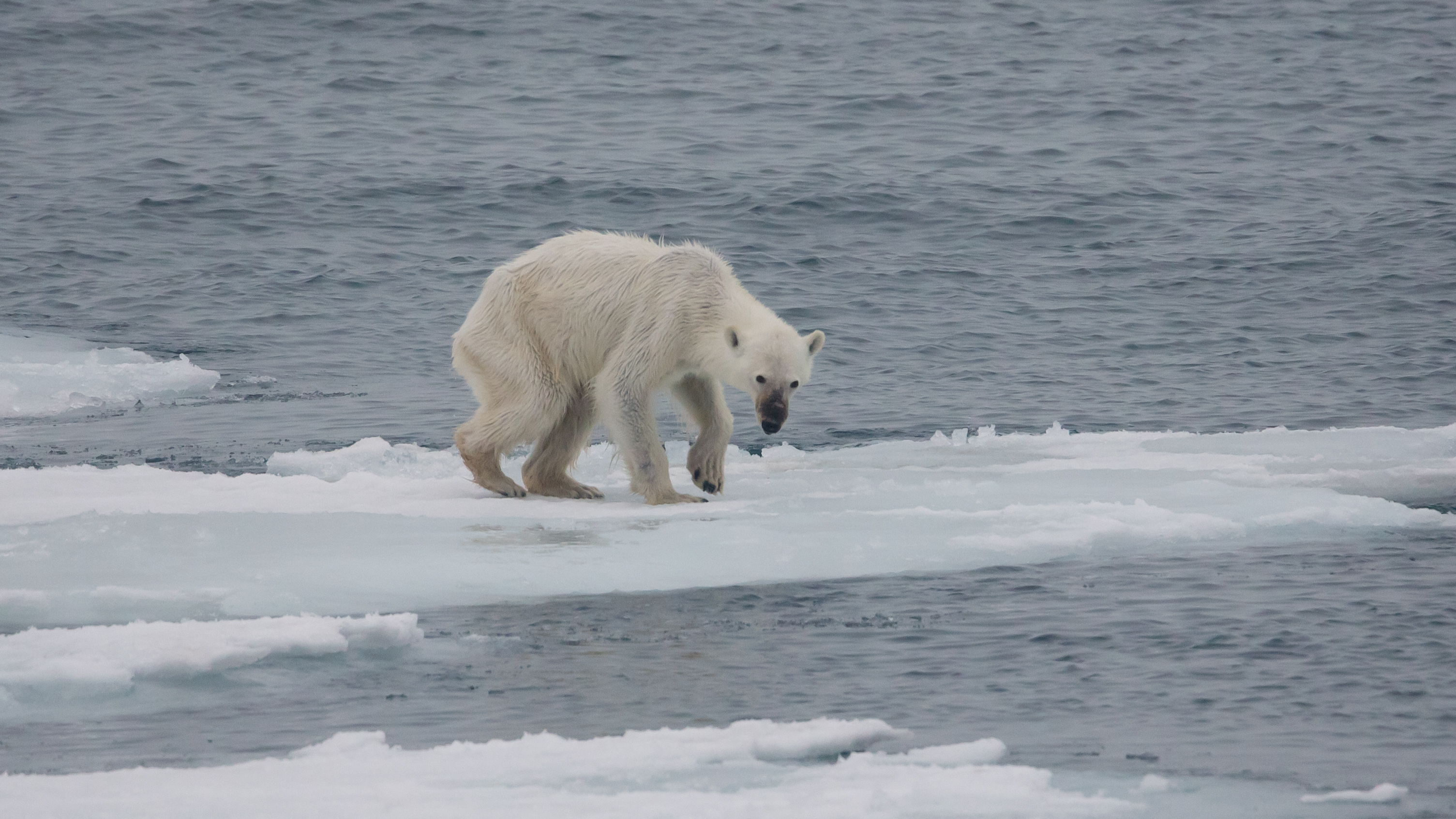
یک خرس قطبی که بر اثر سوءتغذیه و در نبود منابع غذایی کافی، به گرسنگی مُهلک دچار شده‌است.

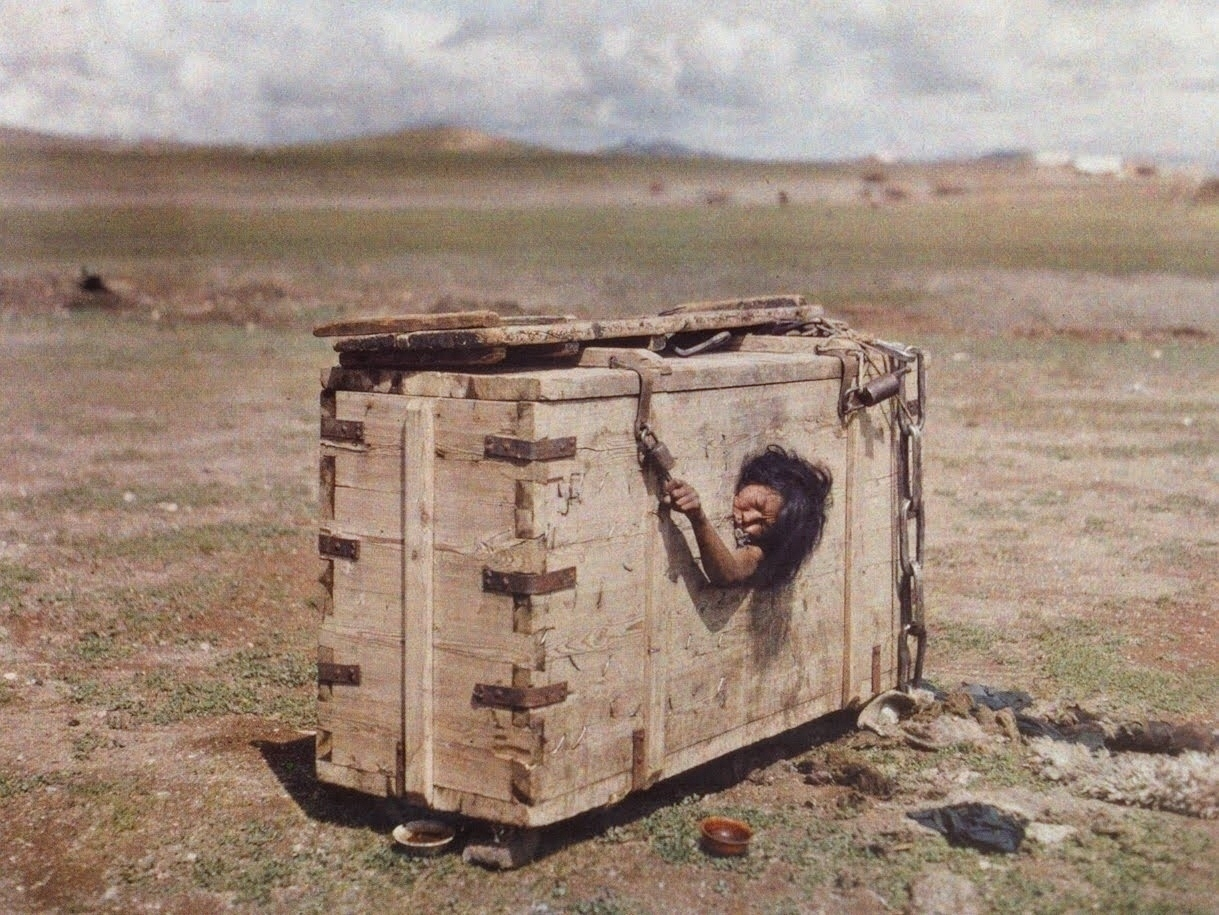
نگاره‌ای به سال ۱۹۱۳ میلادی از یک زن محکوم به مرگ، به شیوهٔ گُشنه‌مان کردن در مغولستان.

گرسنگی شدید یا گرسنگی مُهلک (به انگلیسی: Starvation) که گشنه‌مانی نیز نامیده می‌شود، نوعی گرسنگی حاد است که می‌تواند باعث مرگ یا منجر به ضررهای جبران‌ناپذیر بر روی ارگان‌های داخلی بدن انسان و جانوران شود.
گرسنگی مُهلک می‌تواند ناشی از سوءتغذیه، قحطی یا ناشی از امراضی چون بی‌اشتهایی عصبی یا حتی حرکتی اعتراض چون اعتصاب غذا باشد. در طول تاریخ موارد متعددی از گُشنه‌مان کردن محکومین یا زندانیان با هدف شکنجه یا حتی به عنوان شیوه‌ای از اعدام، انجام گرفته‌است.
طبق اعلام سازمان جهانی بهداشت، گرسنگی یک تهدید جدی برای بهداشت عمومی جهان است. سازمان جهانی بهداشت همچنین اعلام کرده‌است که سوء تغذیه، تا حد زیادی، بزرگ‌ترین عامل مرگ و میر کودکان است که در نیمی از موارد این چنین بوده‌است. سوء تغذیه عامل مهمی در مرگ ۳٫۱ میلیون کودک زیر پنج سال در هر سال است. بدست آوردن ارقام و آمار از گرسنگی واقعی دشوار است، اما طبق گزارش سازمان خواربار و کشاورزی ملل متحد، فائو کمترین وضعیت شدید سوء تغذیه امروز ۸۴۲ میلیون نفر، یا حدود یک‌هشتم (۱۲٫۵٪) جمعیت جهان را دربر می‌گیرد.
معده متورم نشان دهنده نوعی سوء تغذیه را نشان می‌دهد که کواشیورکور (به انگلیسی: Kwashiorkor) نامیده می‌شود. چگونگی توسعه این بیماری به‌طور دقیق مشخص نیست. ابتدا تصور می‌شد به رژیم‌های غذایی با کربوهیدرات بالا اما کم پروتئین مثلاً ذرت مربوط می‌شود. از آنجا که بسیاری از بیماران آلبومین کم دارند، تصور می‌شود که یک نتیجه از این وضعیت است. علل احتمالی می‌توانند مسمومیت آفلاتوکسین، استرس اکسید کننده، اختلال در تنظیم و تغییرات میکروبی روده ای باشند. درمان می‌تواند به کاهش علائم مانند کاهش وزن کاهش وزن و ضعف ماهیچه، کمک کند با این حال پیشگیری اهمیت زیادی دارد.

## علائم و نشانه‌ها

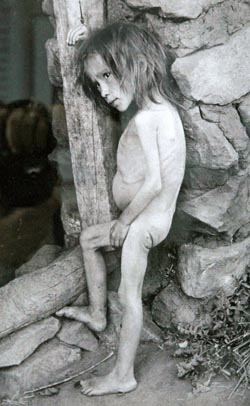
بچه مبتلا به گرسنگی شدید- قحطی روسیه ۱۹۲۱

علائم اولیه شامل رفتار تکانشی، زود رنجی و بیش فعالی است. آتروفی (از دست رفتن) معده، ادراک گرسنگی را تضعیف می‌کند، زیرا ادراک گرسنگی توسط آن قسمت از معده که خالی است کنترل می‌شود. افراد مبتلا به گرسنگی به‌طور قابل توجهی چربی (بافت چربی) و توده عضلانی از دست می‌دهند زیرا که بدنشان این بافت‌ها را برای کسب انرژی تجزیه می‌کند. کاتابولیز فرایند بدن است که عضلات خود را تجزیه می‌کند و دیگر بافت‌ها برای حفظ سیستم‌های حیاتی مثل دستگاه عصبی و عضله قلب عمل می‌کند. کمبود انرژی ذاتی در گرسنگی موجب خستگی می‌شود و قربانی را با گذشت زمان بیهوش تر می‌کند.
همان‌طور که فرد گرسنه برای انتقال یا حتی خوردن ضعیف می‌شود، تعاملش با جهان اطراف کاهش می‌یابد. در زنان، زمانی که درصد چربی بدن برای حمایت از یک جنین کم است، امنوره متوقف می‌شود.
قربانیان گرسنگی اغلب آنقدر ضعیف می‌شوند که قادر به احساس تشنگی نیستند و به همین دلیل مبتلا به دهیدراسیون می‌شوند. تمام حرکات به علت آتروفی عضلانی دردناک می‌شود و به دلیل بی آب بودن بدن پوست خشک و ترک خورده می‌شود. با یک بدن ضعیف ورود بیماری‌ها عادی است. برای مثال قارچ‌هایی در زیر مری پدید می ایند که بلع را دردناک می‌کنند. آویتامینوز کمبود ویتامین نیز یک نتیجه معمول از گرسنگی است که اغلب منجر به کم خونی، بری بری، پلاگر و اسکوربوت می‌شود. این بیماری‌ها به‌طور کلی می‌تواند باعث اسهال، راش (ضایعه پوستی)، ورم و نارسایی قلبی شود. در نتیجه افراد اغلب زودرنج و بی‌حوصله می‌شوند.
داده‌های علمی کافی برای اینکه دقیقاً چه مدت فرد می‌تواند بدون غذا زندگی کند، وجود ندارد.گر چه طول این زمان به نسبت درصد چربی بدن و سلامت عمومی متفاوت است، یک مطالعه پزشکی برآورد می‌کند که گرسنگی کامل در بزرگسالان در ۸ الی ۱۲ هفته به مرگ منتهی می‌شود. موارد خاصی وجود دارد از افرادی که تا ۲۵ هفته بدون غذا زندگی می‌کنند.
گرسنگی شدید زمانی شروع می‌شود که یک فرد حدود ۳۰ درصد از وزن طبیعی بدن خود را از دست داده‌است. هنگامی که این از دست دادن وزن به ۴۰٪ می‌رسد، مرگ تقریباً اجتناب ناپذیر است.
گرسنگی شدیدعدم توازن بین مصرف انرژی و کسب انرژی است. بدن بیشتر از آنچه بدست می‌آورد انرژی مصرف می‌کند. این عدم توازن می‌تواند از یک یا چند وضعیت جسمی یا موقعیت‌های موقتی رخ دهد که می‌تواند شامل موارد زیر باشد:
- پرخوری عصبی
- بی اشتهایی عصبی
- بیماری سلیاک
- کما
- اختلال افسردگی عمده
- دیابت
- بیماری‌های گوارشی
- بالا آوردن